# Vancouver Whitecaps (1974)

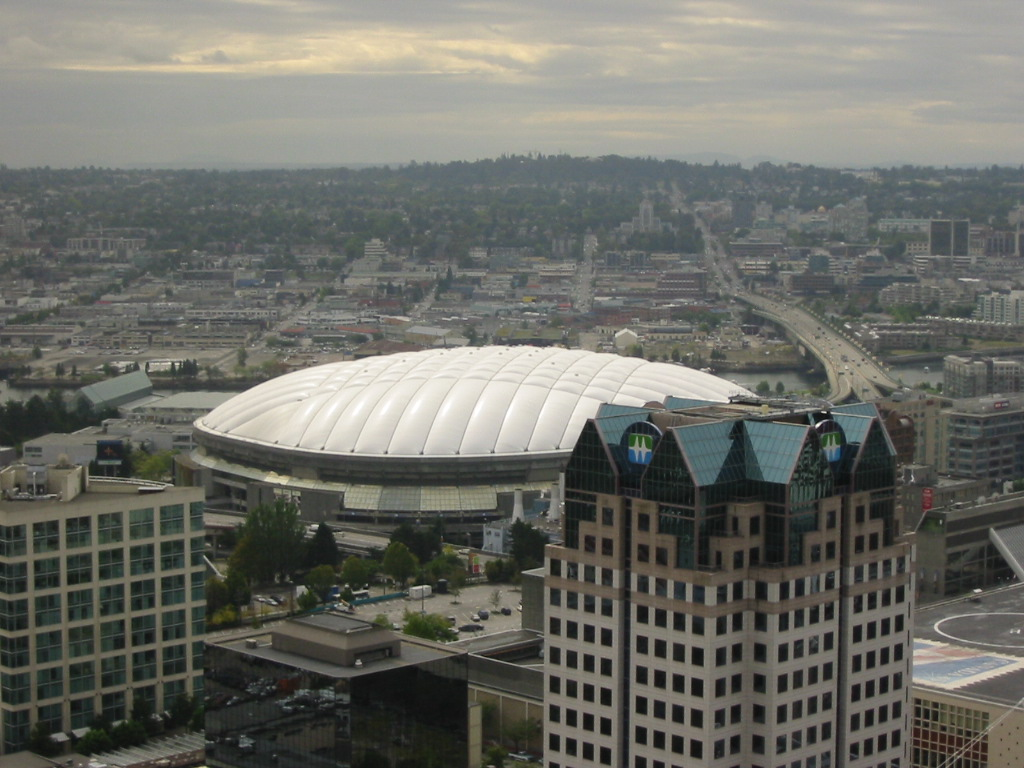
BC Place Stadium

Vancouver Whitecaps is een voetbalclub uit de Canadese stad Vancouver. De club werd in 1974 opgericht, maar ging net als de NASL in 1984 ten onder. In 1986 werd een nieuwe club opgericht met de naam Vancouver 86ers, die in 2001 de naam Vancouver Whitecaps aannam.

## Erelijst
- Soccer Bowl

Winnaar: 1979 (1x)

## Bekende (Oud-)spelers
- Robert Alberts
- Glen Johnson
- Ruud Krol
- Bob Lenarduzzi
- Frans Thijssen
- Arno Steffenhagen
- Trevor Whymark
- Terry Yorath